# Jonathan David
Jonathan Christian David (Nova Iorque, 14 de janeiro de 2000) é um futebolista canadense que atua como atacante. Atualmente, joga pela Juventus.

## Títulos
Lille
- Campeonato Francês: 2020–21[3]
- Supercopa da França: 2021

### Prêmios individuais
- Jogador do mês da Ligue 1: novembro de 2024[4]

### Artilharias
- Copa Ouro da CONCACAF de 2019 (6 gols)